# Ek Main Aur Ekk Tu – Hochzeit mit Folgen
Ek Main Aur Ekk Tu (übersetzt: Einmal ich und einmal du) ist ein Hindi-Film mit romantisch und komödiantischen Elementen.

## Handlung
Rahul ist bereits 25 und von Beruf Architekt, wie seine Eltern von ihm erwartet haben. Auch sonst haben sie Rahul alles vorgeschrieben und Rahul hat stets versucht diese Erwartungen auch zu erfüllen. Doch momentan kriselt es bei dem jungen Mann. Er verliert seinen Job in Las Vegas und kann dies seinen in Indien lebenden Eltern einfach nicht beichten. Schließlich will er nicht als Versager dastehen.
Als ob Rahul nicht schon genug Probleme hätte, begegnet er der lebenslustigen Riana. Beim gemeinsamen Psychologen kommt es zu einem Missverständnis, indem Rianna ihm unterstellt sie zu stalken. Nachdem sie merkt, dass dies doch nur ein Missverständnis war, möchte sie sich bei ihm entschuldigen. Und da es Heiligabend ist, lädt sie ihn in eine Kneipe ein. Rahul will ihr beweisen, dass er nicht so verkorkst ist und sie betrinken sich und feiern ausgiebig in den Straßen von Las Vegas – bis sie in einer Hochzeitskapelle landen.
Der nächste Morgen: Rahul und Rianna sind verheiratet. Nach der durchzechten Nacht sind sich beide einig – die Ehe muss annulliert werden. Dennoch hilft Rahul Rianna aus ihrer misslichen Lage, da sie ebenfalls arbeitslos ist und nun auch ihre Wohnung verloren hat. Während der gemeinsamen Zeit freunden sie sich an. Sie schafft es sogar in Rahul die Lebensfreude zu erwecken, sodass er ihr bis Indien begleitet.
In Bombay zeigt sie ihm ihre alte Schule und Rahul zieht falsche Schlüsse daraus. Er hat sich mittlerweile in Rianna verliebt und will sie küssen. Doch Rianna blockt ab, was Rahul total wütend macht. Sie streiten sich und Rahul besucht seine Eltern, denen er vormacht, er sei geschäftlich in der Stadt. Erst bei einem Familienessen mit Geschäftspartnern seines Vaters platzt bei Rahul der Kragen und er rückt mit der Wahrheit heraus. Die Eltern sind empört, vor allem über die Heirat mit der Hairstylistin Rianna. Doch Rahul ist dies egal und er kehrt wieder zu Rianna zurück, um sich mit ihr auszusprechen. Sie beschließen weiterhin Freunde zu bleiben.
Zurück in Amerika unterzeichnen sie die Annullierung. Seitdem versucht nun seine beste Freundin Rahul mit irgendwelchen Frauen zu verkuppeln. Doch insgeheim hofft Rahul noch immer, dass sich Rianna in ihn verliebt.

## Musik
| Lied                       | Sänger                                          |
| -------------------------- | ----------------------------------------------- |
| Ek Main Aur Ekk Tu         | Benny Dayal, Anushka Manchanda                  |
| Ek Main Aur Ekk Tu (Remix) | Benny Dayal, Anushka Manchanda, Shefali Alvares |
| Gubbare                    | Amit Trivedi, Shilpa Rao, Nikhil D’Souza        |
| Aunty Ji                   | Ash King                                        |
| Aahatein                   | Karthik, Shilpa Rao                             |
| Kar Chalna Shuru Tu        | Vishal Dadlani, Shilpa Rao                      |
| Aahatein (Remix)           | Shekhar Ravjiani, Shilpa Rao                    |

## Kritik
„Das Ensemble, das trotz Karan Johar als Produzent frei ist von weiteren Superstars oder Glamour-Gastauftritten, zeigt einfach eine vorzügliche Leistung. Dazu ein paar sehr gefällige Songs, eine unaufdringliche Bildsprache, flüssige Montage - und fertig ist der technisch schlicht überzeugende Film, der besonders durch seine Geschichte und seine Figuren lebt.“

## Sonstiges
- In einer Szene tanzt Imran Khan zu dem Song Koi Mil Gaya aus dem Film Kuch Kuch Hota Hai.

- In dem Song Aunty Ji sieht man an einer Stelle, wo sie auch kurz zusammen tanzen, die Ehefrau von Imran Khan.